# Château de Nagahama
Le château de Nagahama (長浜城, Nagahama-jō) est un hirashiro, c'est-à-dire un château japonais de plaine situé à Nagahama dans la préfecture de Shiga au Japon.

## Histoire
Le château de Nagahama est construit en 1575-1576 par Hashiba Hideyoshi (connu plus tard sous le nom de Toyotomi Hideyoshi) dans le village alors appelé Kunitomo mais auquel il attribue le nom de Nagahama. Il dirige jusque-là à partir du château d'Odani mais cela lui est difficile car ce dernier château est un yamashiro (château en hauteur). Kazutoyo Yamauchi lui succède après la bataille de Shizugatake en 1583. Puis Kazutoyo est remplacé par Naitō Nobunari après la bataille de Sekigahara en 1600. Le château est démoli en 1615 et des éléments utilisés pour la construction du château de Hikone.

## Aujourd’hui

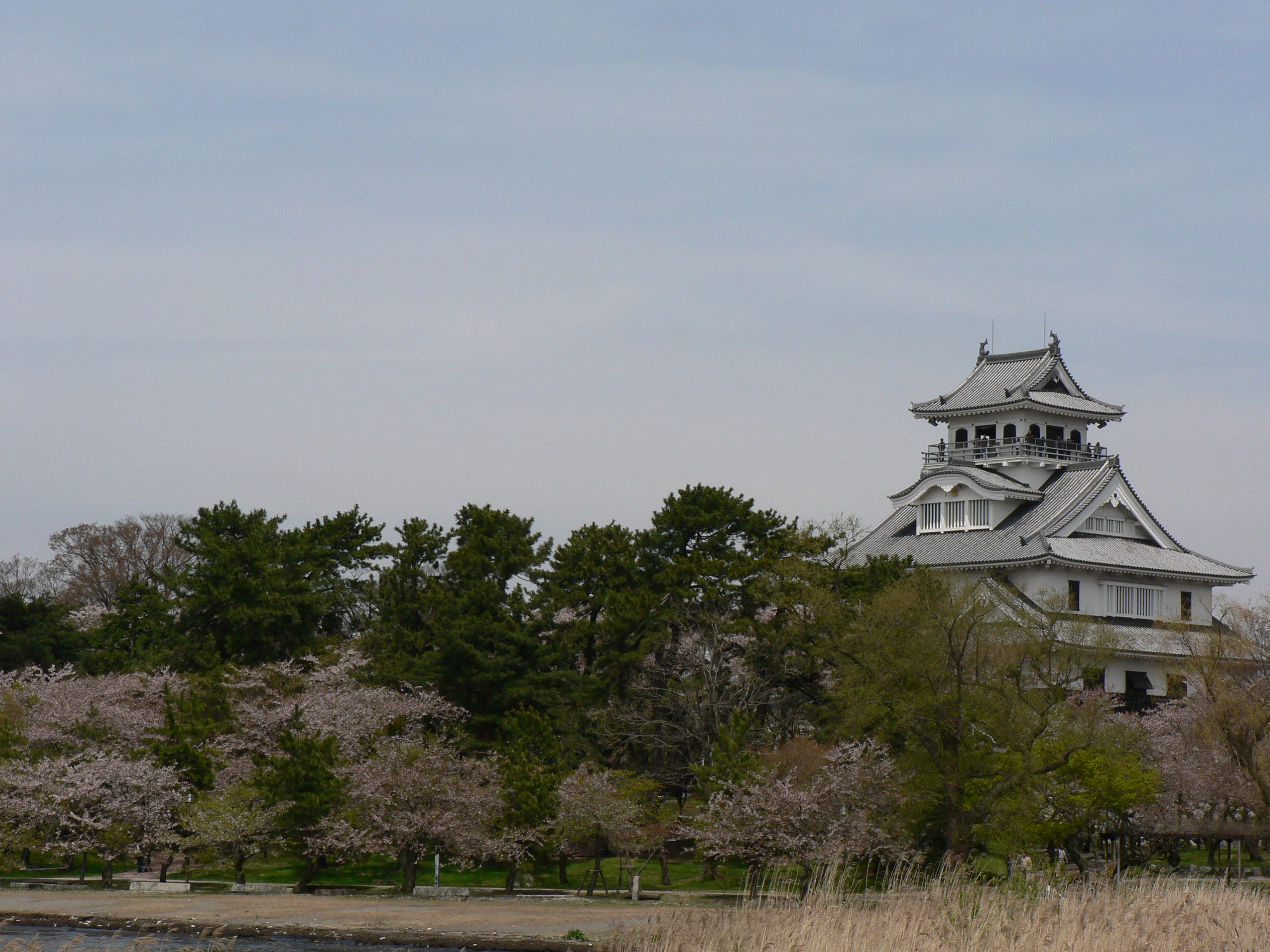
Château de Nagahama.

Le château de Nagahama est à présent un parc. Presque tout le château est en ruines mais le tenshu (donjon) a été reconstruit en béton en 1983. Il héberge un musée consacré à la ville de Nagahama.